# Blue Afternoon
Blue Afternoon – czwarty album studyjny amerykańskiego muzyka i wokalisty Tima Buckleya, wydany w 1970 roku nakładem Straight Records, wytwórni płytowej założonej przez Franka Zappę i Herba Cohena.

## Lista utworów
Opracowano na podstawie materiału źródłowego.
LP:
Strona A
| 1. | "Happy Time" (Tim Buckley)         | 3:15  |
|    |                                    |       |
| 2. | "Chase the Blues Away" (Buckley)   | 5:10  |
|    |                                    |       |
| 3. | "I Must Have Been Blind" (Buckley) | 3:40  |
|    |                                    |       |
| 4. | "The River" (Buckley)              | 5:47  |
|    |                                    |       |
|    |                                    | 17:52 |
|    |                                    |       |
Strona B
| 5. | "So Lonely" (Buckley)   | 3:27  |
|    |                         |       |
| 6. | "Cafe" (Buckley)        | 5:40  |
|    |                         |       |
| 7. | "Blue Melody" (Buckley) | 4:55  |
|    |                         |       |
| 8. | "The Train" (Buckley)   | 7:53  |
|    |                         |       |
|    |                         | 21:55 |
|    |                         |       |

## Twórcy
Opracowano na podstawie materiału źródłowego.
Muzycy:
- Tim Buckley – gitara dwunastostrunowa, śpiew
- Carter C.C. Collins – kongi w Blue Melody
- David Friedman – wibrafon
- Jimmy Madison – perkusja
- John Miller – gitara basowa
- Lee Underwood – gitara, fortepian

Produkcja:
- Tim Buckley - produkcja muzyczna
- Dick Kunc – inżynieria dźwięku